# Ecphylus lissoprotomus
Ecphylus lissoprotomus är en stekelart som beskrevs av Marsh 2002. Ecphylus lissoprotomus ingår i släktet Ecphylus och familjen bracksteklar. Inga underarter finns listade i Catalogue of Life.